# Hadmar I di Kuenring
Hadmar I di Kuenring, chiamato anche Hademar, (... – 27 maggio 1138) fu un ministeriale dell'Ostarrîchi della stirpe dei Kuenringer.

## Biografia
Hadmar, menzionato per la prima volta nel 1125, era figlio di Rizzo (chiamato anche Nizzo) e quindi nipote di Azzo di Gobatsburg, capostipite dei Kuenringer. Nella prima metà del XII secolo, costruì il castello ancestrale dei Kuenringer nell'odierna Kühnring sul luogo dove suo nonno aveva eretto una cappella alla fine dell'XI secolo, e fu il primo della dinastia a portare anche l'epiteto "di Kuenring", che è registrato per la prima volta nel 1132.
Nella seconda metà del XII secolo, Hadmnarr costruì il castello di Dürnstein in un'area che suo nonno aveva precedentemente acquisito dall'abbazia di Tegernsee, che divenne poi famoso perché Riccardo Cuor di Leone vi fu tenuto prigioniero dal dicembre 1192 al marzo 1193.
Al tempo di Hadmar, i Kuenringer erano ministeriali dei Babenberg, aventi come centro del loro potere nel Waldviertel e nella Wachau tra Aggstein e Dürnstein e mantenevano stretti rapporti con l'abbazia di Göttweig. Hadmar apparteneva alla stretta cerchia del margravio Leopoldo III e fece più volte da testimone alle donazioni principesche.
Si sposò con Gertrude di Wildon e insieme fondarono il monastero cistercense di Zwettl nel 1138, seguendo l'esempio del suo signore Leopoldo III, che nel 1133 fondò il monastero cistercense di Heiligenkreuz. Hadmar ebbe certamente l'approvazione del margravio Leopoldo IV e del Capitolo generale di Citeaux per la sua fondazione. Probabilmente dovette questa approvazione ad Ottone di Frisinga, fratello di Leopoldo IV, che era all'epoca abate di cistercense del monastero di Morimond. Tuttavia, la fondazione non raggiunse la piena sicurezza giuridica fino all'ottobre 1139, quando fu confermata dal re Corrado III. Il 27 febbraio 1140, la fondazione fu confermata anche da papa Innocenzo II, che la pose così sotto la sua protezione. Probabilmente Hadmar non visse abbastanza per vedere l'inizio dei lavori. Quando morì nel maggio 1138, la riuscita del progetto di fondazione era ancora incerto, così si fece seppellire a Göttweig. Poiché la sua fondazione aveva bisogno di garanzie, sembra che le abbia lasciato 300 Pfund.
Dopo la sua morte, il castello di Kühnring passò a Albero III di Kuenring e divenne la sede ancestrale dei Kuenringer.